# Biskra
Biskra (in arabo بسكرة‎?) è una città dell'Algeria, capitale dell'omonima provincia (wilaya).

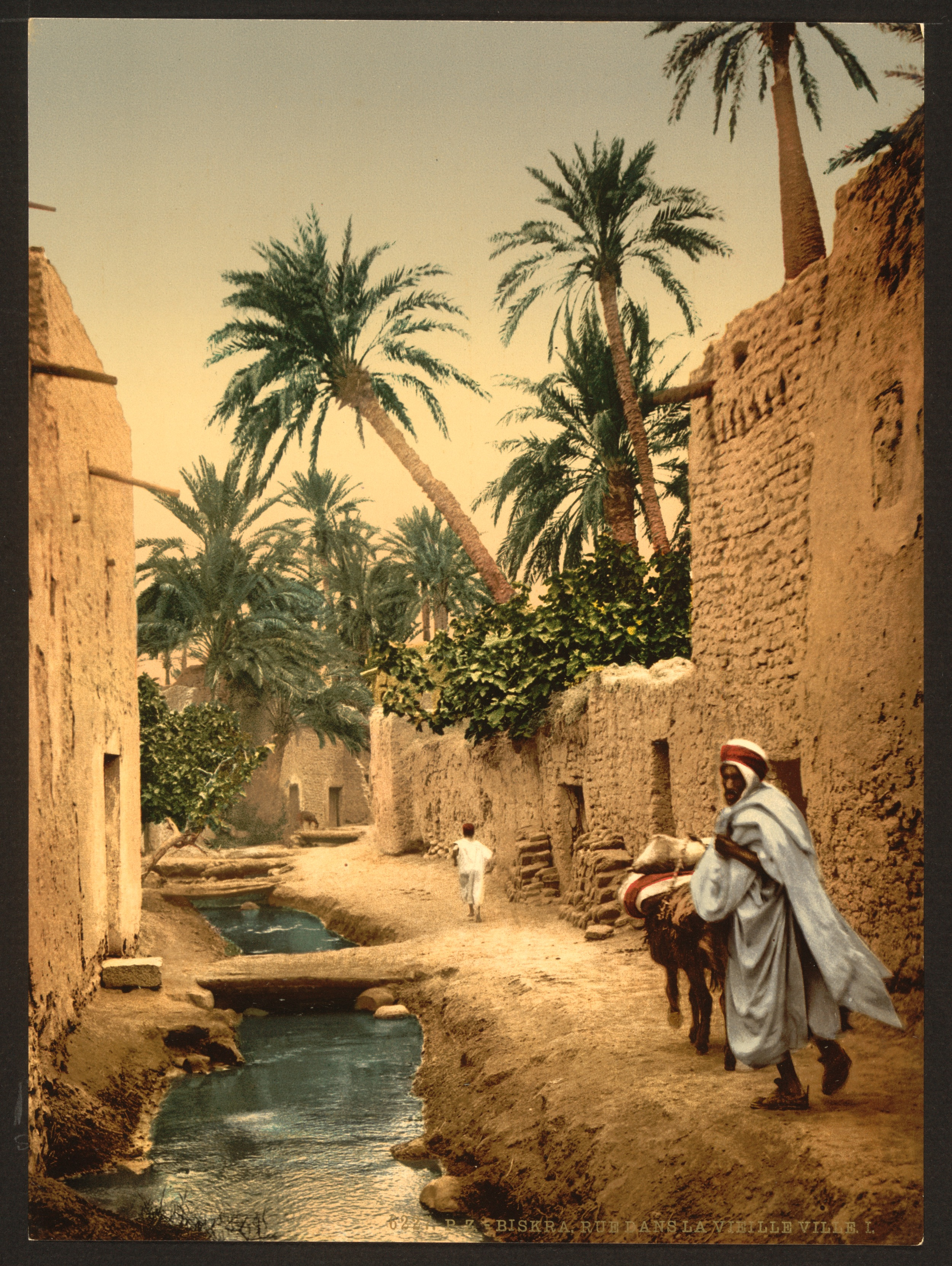
Biskra tra il 1890 e il 1900

Biskra è una città che si trova nell'interno del paese, uno dei principali insediamenti nelle oasi sahariane, bagnato da un fiume stagionale. In epoca romana era denominata Bescera o Vescera.
Fu il terminale meridionale del sistema ferroviario algerino, e una delle principali località invernali. Vi si coltivano alberi da frutta.